# 王焕惠
王焕惠（？—），男，中华人民共和国政治人物，曾任中国邮电工会主席，中华全国总工会主席团委员，第九届全国政协委员。